# リアリティショーRPG キルデスビジネス
『リアリティショーRPG キルデスビジネス』は日本のテーブルトークRPG作品。著者は齋藤高吉／冒険企画局。新紀元社から新書判サイズにて2013年9月に発売された。

## 概要
河嶋陶一朗が開発した汎用RPGルール「サイコロ・フィクション」を使用した第8弾の作品。第7弾『インセイン』と同時発売。シリーズの例に漏れず、本のページの前2/3がリプレイで、残りがルールパートで構成されている。

## 背景設定
ゲームは地獄のテレビ局が放送する地獄のリアリティ番組『キルデスビジネス』の中で行われる。プレイヤーキャラクターはこの殺人リアリティ番組に出演する『回収人』となり、互いに殺しあい、時には協力して数々のイベントをくぐり抜け、番組が指定する標的（魂の債権者）を追う。回収者は様々な方法で【ソウル】を集め、番組終了までにもっとも多くの【ソウル】を集めた回収人が勝利し、願いをひとつ叶えることができる。

## 回収人
本作品ではプレイヤーキャラクターは『回収人（コレクター）』と呼ばれる。
履歴
キャラクターが悪魔と接触した経緯。
特技
「サイコロ・フィクション」の行為判定表を使用する。「職業」「動作」「小道具」「衣装」「情動」「願望」の6分野があり、それぞれ11項目に細分化されている。この6分野の特技から一つずつ選択する。行為判定を行う時はこの特技をベースに行う。
戦闘スタイル
キャラクターの戦い方。設定された戦闘スタイルの中から2つ選択する（重複不可）。
トリック
選択した戦闘スタイルのトリック6つを、トリック毎のリスクの欄に振り分ける。そしてキャラクターの持っている特技をひとつずつ、トリックを使うために選択する。
キラートリック
リスク値7のトリック。戦闘スタイルに関係なく、3つの効果の中からひとつ選択し、自分で名前を決める。トリックとキラートリックを合わせて「アビリティ」と呼ぶ。
キャラ属性
そのキャラが最も大切に思っていること。サブプロットに影響する。
名前、性別、年齢
自由に決定する。サイコロでランダムに決めても良い。
願い事
番組のシーズンが終了した後に叶うかもしれない願い事。自由に決定する。特技の「願望」の項目ごとに願い事のリストがあり、そこからサイコロでランダムに決めても良い。
その他
ゲーム中で使われる「関係」「ヘルサイバー」「サブプロット」「チャージとブロック」「死亡回数とソウル、ヘルスラッグ」がある。

## NPC
ヘルP
番組のプロデューサーで、回収人の出演交渉や番組の司会も務める。見た目はスーツを着たガイコツだが、自由に姿を変えられる。
ヘルスタイリスト
回収人の格好を罵倒した後、衣装を用意する。罵倒の言葉は専用の表で決定する。回収人はこの衣装を着ることで、戦闘スタイルで戦えるようになる。
標的
番組が標的に指定した人間。無限のエネルギーを内包する『黄金の魂』の持ち主で、既に好きなだけ願いを叶えてもらっている。その願いが全世界に影響するものであるため、複製された世界に住んでいる。回収人と戦うこと、負ければ魂が奪われることも承諾済み。
護衛天使
『黄金の魂』を持つ人間を護衛する天使。実体がなく、人間の体に憑依している。基本的に無敵だが、番組中は勝てば倒せる強さになる。
用心棒
標的に戦闘能力がない場合、代わりに戦うキャラクター。用心棒を倒した後は、宣言するだけで標的を殺せる。

## 判定方法
行為判定はサイコロ・フィクションという汎用ルールを利用している。
6ゾロが出ればスペシャルとなり、視聴率が10％上昇する。
1ゾロが出ればファンブルとなり、視聴率が10％下降する。

## ゲームの進行
プレイヤーの行動を均等にするため、「サイクル」ルールが用いられる。

### 導入フェイズ
番組の説明、回収人の紹介、標的と護衛天使の紹介、視聴率の決定、サブプロットの獲得などが行われる。
サブプロット
回収人の個別ミッション。キャラ属性の項目ごとにリストがあり、サイコロでランダムに決める。シーズン初回のみ判定に失敗しても獲得できるが、失敗すると視聴率が下がる。

### メインフェイズ
各回収者は行動順決定の後に行動する。
サービス
視聴率が低くなると必ず行わなければならない、視聴者へのサービス。成功すると視聴率が上がる。
サブプロット獲得
新たなサブプロットを獲得する。持てるサブプロットは一つだけで、獲得すると新しい方に上書きされる。
交流
他の回収人と交流して関係を深め、【ソウル】を獲得したりサブプロットの達成を目指す。
戦闘
相手を選んで戦闘できる。標的か護衛天使を相手にする場合、相手のライフが2以上あれば呼び出しが可能で、勝利した場合は【ソウル】を獲得する。他の回収人と戦って勝った場合は相手の【ソウル】を奪うことができる。
シーン
回収人が登場するシーンには背景が必要である。自由に設定するか、シーン表からサイコロで決める。
控え室
シーンに登場していない回収人がいる部屋。
CM
ゲームマスターがCMを挿入する。CMの次に行動する回収人は、登場した商品をポジティブに使用すると【ソウル】を獲得する。

### 戦闘
ターンの初めに行動順を決定したあと、「チャージ」か「攻撃」を行う。順番が最後のキャラは誰かに攻撃しなければならない。途中で誰かが「攻撃」を宣言すると、それ以降のキャラは「ブロック」をひとつ得る。攻撃が終わったら、次のターンになる。
チャージ
攻撃のために力を溜める。3まで溜める事が出来る。あらゆる攻撃判定にプラス修正が付く。
攻撃
相手を一人、使用するアビリティをひとつ選ぶ。攻撃を宣言したプレイヤーが先攻、宣言された相手が後攻になる。先手はまずリスク値1か2のアビリティを選択し、目標値5で判定を行う。判定の出目がアビリティのリスク値以下だった場合はファンブルとなる。攻撃に成功した場合は相手が使用したアビリティよりリスク値が1か2高いアビリティで反撃し、受けた攻撃の特技を指定特技としてPCが所有する特技を使用して判定を行う。どちらかが判定に失敗するか、キラートリックが成功するまで攻撃の応酬となる。
ブロック
宣言することで、攻撃側のアビリティのリスクを上げることができる。自分が戦闘中でない場合も宣言可能。
ダメージ
ダメージを受けた回収人は即座に死亡する。持っていた【ソウル】は『ソウル放出表』に基づきシーンに放出される。
ライフ
NPC専用の生命力。回収人がダメージを与えると一つ減る。
護衛天使戦
メインフェイズの1サイクル目の最後に行われる戦闘。回収人の参加は任意。護衛天使は一回ダメージを受けると退場する。
標的戦
メインフェイズの2サイクル目の最後に行われる戦闘。生きている護衛天使、標的、回収人は全員登場しなければならない。NPCはダメージを受けると、ライフを減らしてダイスを振り直す。ただし、キラートリックが成功すると一撃で倒せる。

### その他
ヘルER
死亡した回収人は【ソウル】を支払って6回まで蘇生することができる。支払う【ソウル】は死亡回数にが増えるごとに増えていく。減少した【ソウル】と同数の【ヘルスラッグ】を獲得する。
ヘルサイバー
ヘルERでは【ヘルスラッグ】を消費してヘルサイバーをインストールし、回収人を強化することができる。
視聴率
40%からスタート。80%以上になると「フィーバー」が発生し、フィーバーを起こした回収人は【ソウル】を獲得する。逆に30%以下になると「テコ入れ」となり、テコ入れを発生させた回収人は【ソウル】を失う。テコ入れ中は視聴率が40%になるまで全員がサービスしかできない。
関係
サービスシーンでPC同士で結ぶことが出来る。友情や宿敵などの属性がある。関係を持っている相手の戦闘に乱入したり、関係の深度の数値だけ関係相手の判定をプラスかマイナスに補正することが出来る。

### 追加フェイズ
メインフェイズ終了後、【ソウル】を消費して追加シーンを購入することができる。追加シーンはメインフェイズと同じ行動が行える（CMも入る）。

### 結果フェイズ
地獄墜ち
結果フェイズ時点で【ソウル】がマイナスになっている回収人はステージから追い出され、ヘル観客となる。
エピソード報酬
番組の最終的な視聴率によって、地獄墜ちしなかった回収人に【ソウル】が支払われる。
順位調整
セッションがシーズン最終話でない場合、回収人の【ソウル】が調整される。
シーズン終了
もっとも多く【ソウル】を持っている回収人の願いが叶えられ、シーズンが終了する。
ショーダウン
もっとも多く【ソウル】を持っている回収人が複数いる場合、ステージ上で最後の一人になるまで戦闘が行われる。

## 書誌情報
- 齋藤高吉、冒険企画局『リアリティショーRPG キルデスビジネス(Role&Roll Books)』新紀元社、2013年9月。ISBN 978-4-7753-1174-5。
- 齋藤高吉、冒険企画局『キルデスビジネス2 ヘルデイスペシャル(Role&Roll Books)』新紀元社、2014年2月。ISBN 978-4-7753-1209-4。
- 齋藤高吉、冒険企画局『キルデスビジネス3D シアターフィーバー(Role&Roll Books)』新紀元社、2014年8月。ISBN 978-4-7753-1289-6。
- 齋藤高吉、冒険企画局『キルデスビジネス4C ケイオスチャンネル(Role&Roll Books)』新紀元社、2015年6月。ISBN 978-4-7753-1352-7。
- 齋藤高吉、冒険企画局『キルデスビジネス5A アニマルスタイル(Role&Roll Books)』新紀元社、2015年10月。ISBN 978-4-7753-1372-5。
- 「キルデスビジネス5A アニマルスタイル」 2015/10 新紀元社<Role&Roll Books> ISBN 978-4-7753-1372-5
- 齋藤高吉、冒険企画局『ダーティヒストリー(Role&Roll Books)』新紀元社、2016年7月。ISBN 978-4-7753-1425-8。
- 齋藤高吉、冒険企画局『キルデスビジネス サプリメント バズアリーナ(Role&Roll Books)』新紀元社、2017年3月。ISBN 978-4-7753-1477-7。
- 齋藤高吉、冒険企画局『キルデスビジネス バズアリーナ2 ステマスター(Role&Roll Books)』新紀元社、2017年11月。ISBN 978-4-7753-1570-5。
- 齋藤高吉、冒険企画局『リアリティショーRPG キルデスビジネス 基本ルールブック (Role&Roll RPG)』新紀元社、2018年1月。ISBN 978-4-7753-1577-4。